# Александар Логос
Александар Логос (Тузла, 22. новембар 1967) историчар је који објављује радове примарно о историји Срба, а секундарно о историји науке.

## Биографија
Александар Андрић Логос рођен је 22. новембра 1967. године у Тузли, где је завршио основно и средње образовање. У Тузли је живео до 1992. године. Историју је почео да студира на Филозофском факултету у Сарајеву, а дипломирао је 1996. године на Филозофском факултету у Београду. Од 1996. године живи у Бијељини у Републици Српској где је запослен као професор историје.
Прву монографију Историја Срба објавио је 2012. године у Београду, а допуњену књигу са истим насловом објавио је 2016. године.
У монографији Путовање мисли: увод у потрагу за истином написао је једну историју наке.